# M60 Patton
Xe tăng M60 Patton là loại xe tăng chiến đấu chủ lực (MBT) được giới thiệu vào tháng 12 năm 1960. Loại xe này đã trở thành phương tiện chủ lực của quân đội Hoa Kỳ trong Chiến tranh lạnh, sau khi tiểu đoàn xe tăng hạng nặng cuối cùng (sử dụng xe M103) bị giải thể vào 1963. Vào tháng 3 năm 1959, mẫu xe này được chuẩn hóa dưới tên 105 mm Gun Full Tracked Combat Tank M60.

## Phát triển

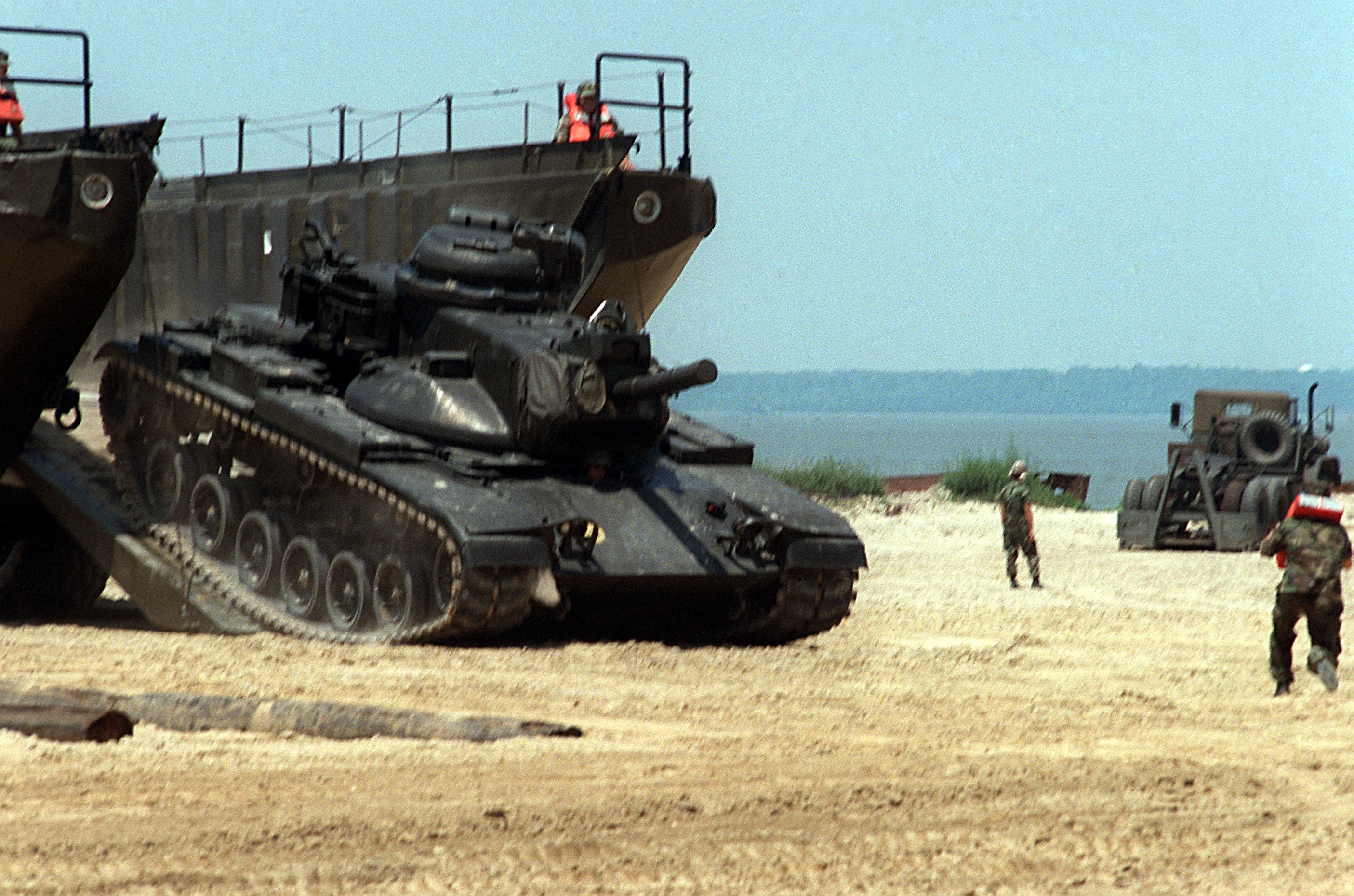
M60A2 đổ bộ đường biển.

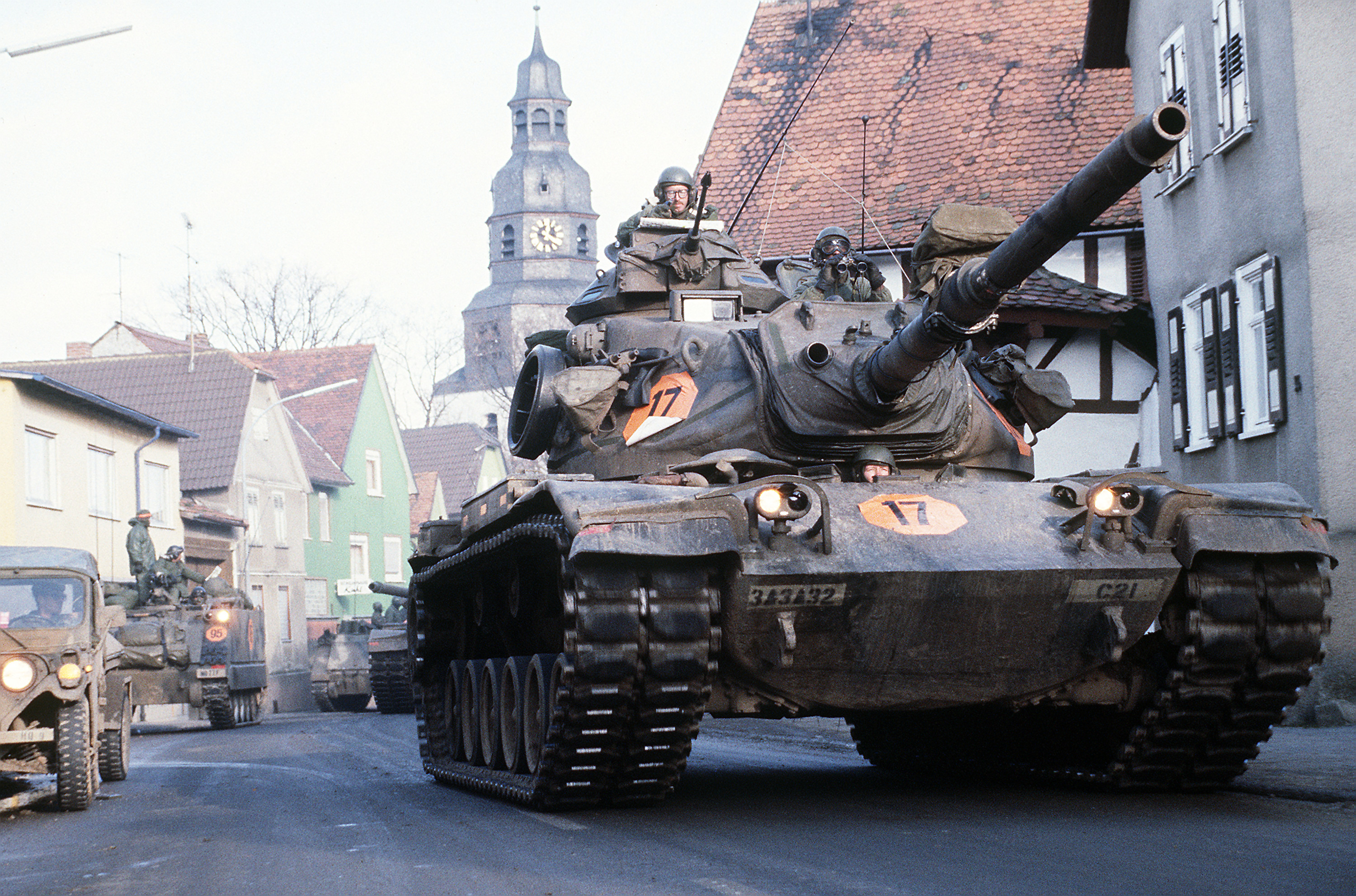
M60A3 đang di chuyển trên con đường ở Đức trong cuộc diễn tập REFORGER '85.

Mặc dù phát triển từ M48 Patton, series M60 không bao giờ được chính thức phân loại như một chiếc xe tăng Patton, nhưng được biết đến là một "hậu duệ của các sản phẩm cải tiến" thuộc dòng xe tăng Patton. Ngày 16 tháng 3 năm 1959, OTCM (Ordnance Technical Committee Minutes) tiêu chuẩn hóa các phương tiện với khẩu pháo 105 mm như là M60. Với tiểu đoàn xe tăng hạng nặng (M103) chấm dứt hoạt động, M60 trở thành dòng tăng chiến đấu chủ lực của Hoa Kỳ trong suốt chiến tranh lạnh.
M60 có nguồn gốc từ cuối thế chiến thứ hai khi mà T26 Super Pershing còn là một xe tăng hạng nặng, và từ đó M48 ra đời. Năm 1957, quân đội Hoa Kỳ lên kế hoạch cho một chiếc xe tăng với một pháo chính 105 mm và thân xe được thiết kế lại với giáp bảo vệ tốt hơn.

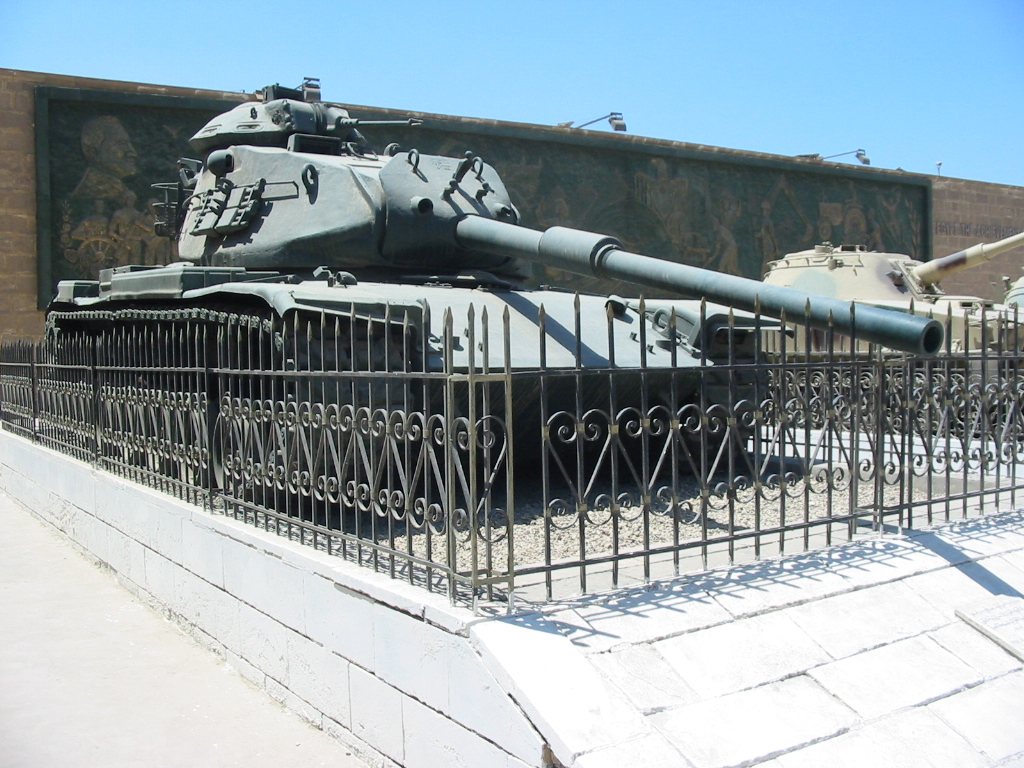
Xe tăng M60 của Israel bị bắt ở Ai CẬp năm 1973

Tương tự như M48, M60 là kết quả của một loạt cải tiến, nhưng có sự khác biệt đáng kể. Các M60 gắn một pháo 105 mm, so với pháo 90 mm của M48, có một thân với một độ dốc phía trước thẳng trong khi thân xe của M48 được làm tròn, có ba con lăn hỗ trợ cho mỗi bên và năm con lăn của M48, và có bánh xe làm từ nhôm thay vì thép.
Thiết kế cải tiến kết hợp một động cơ Continental V-12 750 mã lực (560 kW) làm mát bằng không khí, động cơ diesel twin-turbo tăng áp, mở rộng phạm vi hoạt động đến hơn 300 dặm (480 km) trong khi giảm việc tiếp nhiên liệu và phục vụ.
Thân của M60 là một mảnh thép đúc, được chia làm ba ngăn, với phần điều khiển ở phía trước, phần chiến đấu ở ngăn giữa và động cơ ở phía sau. Người lái xe nhìn qua ba kính viễn vọng M27, một trong số đó có thể là thay thế bằng một kính tiềm vọng nhìn đêm bằng hồng ngoại. Ban đầu, tháp pháo M60 cơ bản có hình dạng vỏ sò cùng tháp pháo như M48, nhưng sau đó đã được thay đổi bằng một thiết kế đặc biệt "needlenose".
Hơn 15.000 M60(mọi phiên bản) đã được xây dựng. Năm 1963, M60 đã được nâng cấp thành M60A1. M60A1 cũng được trang bị với một hệ thống ổn định cho pháo chính. Tuy nhiên, M60A1 vẫn không thể bắn chính xác khi đang di chuyển.
- M60A2 "Starship"

M60A2 được dự định như là một giải pháp tạm thời cho đến khi dự án MBT-70 thay thế. M60A2, biệt danh là "Starship". Nó được tang bị khẩu pháo 152 mm như M551 Sheridan. Tuy nhiên M60A2 đã mang đến một sự thất vọng, nhưng nhiều tiến bộ kỹ thuật đã mở đường cho các xe tăng tương lai. Hầu hết xe tăng M60A2 đã được thiết kế lại thành M60A3, hoặc chuyển đổi sang bọc thép xe phóng cầu (AVLB) xe.
- M60A3

Năm 1978, công việc bắt đầu với biến thể M60A3. Nó nổi bật với một số cải tiến công nghệ. Súng máy M85 điều khiển từ xa là tương đối hiệu quả trong vai trò phòng không. Chiều cao của xe được hạ thấp. M60A3 được ngưng phục vụ trong quân đội Hoa Kỳ vào năm 1997, nhưng vẫn được Đài Loan sử dụng. Các động cơ diesel có hiệu suất thấp hơn, nhưng cũng có chi phí thấp hơn, bảo dưỡng và hiệu quả nhiên liệu tốt hơn. Nhiệt độ khí thải của tua bin M1 là rất cao, làm cho nó nguy hiểm với bộ binh di chuyển đằng sau nó. Đây không phải là trường hợp với động cơ diesel của M60A3.

## Phục vụ
- Israel

M60 và M60A1 điều được thấy trong chiến tranh Yom Kippur năm 1973 ở Sinai và Cao nguyên Golan. Hoa Kỳ đã gửi bổ sung M60 cho Israel ngay trước và trong thời gian chiến tranh. Sau chiến tranh, Lực lượng Quốc phòng Israel (IDF) đã nhận được M48, M60 và M60A1 nhiều hơn nữa từ Mỹ và tiếp tục nâng cấp M60 tồn kho của họ trước khi sử dụng chúng trong cuộc xâm lược của Liban trong năm 1982. 
- Kuwait

M60A1 của Thủy quân lục chiến Hoa Kỳ đã nhìn thấy trong chiến dịch Bão Sa mạc trong Chiến tranh vùng Vịnh năm 1991, đối lập áo giáp Iraq bao gồm T-54, T-55, T-62, Type 69, và T-72. Các M60A1 đã được trang bị thêm giáp phản ứng nổ (ERA) gói và hỗ trợ các thành phố Kuwait, nơi họ đã tham gia vào một cuộc chiến đấu xe tăng hai ngày tại sân bay Kuwait chỉ với xe hư hỏng không thể sửa chữa và không có thương vong.
- Các quốc gia khác

Vào năm 2005, các biến thể M60 phục vụ Bahrain, Bosnia, Brazil, Ai Cập, Hy Lạp, Israel, Jordan, Bồ Đào Nha, Tây Ban Nha, Tunisia, Thổ Nhĩ Kỳ, Thái Lan, Đài Loan, Iran, và một số quốc gia khác.